# Grigori Oiserowitsch Schpigel
Grigori Oiserowitsch Schpigel (russisch Григорий Ойзерович Шпигель; * 24. Juli 1914 in Samara; † 28. April 1981 in Moskau) war ein sowjetischer Schauspieler und Synchronsprecher.

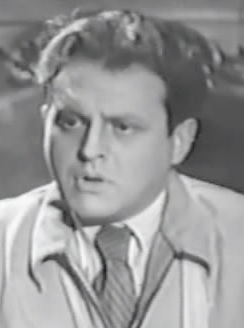
Schpigel in Sakon schisni (1940)

## Biografie
Schpigel war der Sohn des in Winnyzja geborenen Oiser Abramowitsch Schpigel (1882–1960), der als Färber und Wäscher arbeitete. Die Mutter Sofja Moisejewna Faibischenko, Tochter eines Seifensieders, war als Buchhalterin tätig. 1929 zog die Familie nach Leningrad, wo Oiser Schpigel u. a. die Färberei des Großen Akademischen Dramatheaters leitete.
Grigori Schpigel arbeitete ab 1930 zunächst im selben Berufszweig wie sein Vater, ging aber 1935 nach Moskau und besuchte dort die Zentralschule für Amateurtheater im Bereich Regie. Ein Jahr später wechselte er an die Schauspielschule des Mosfilmstudios und gab bereits während der Ausbildung seine ersten beiden Filmrollen. 1940 schloss Schpigel das Studium ab und blieb danach bei Mosfilm. Infolge des Deutsch-Sowjetischen Krieges wurde der dunkelhaarige Mime mit seinen Kollegen nach Alma-Ata evakuierte, kehrte aber im März 1945 nach Moskau zurück. Anschließend erhielte Schpigel ein Engagement beim Staatstheater der Kinodarsteller (ab 1948 Theaterstudio der Kinodarsteller) und spielte dort bis zu seinem Tod. Zusammen mit Pawel Schpringfeld inszenierte er auch Victor Hugos Angelo und war als zweiter Regisseur an einer Verarbeitung von Robert Tomas Huit Femmes beteiligt.
Als Filmdarsteller war Schpigel für sein komödiantisches Talent bekannt, er spielte aber auch in Kriegsfilmen, Märchen, Filmbiografien und Literaturverfilmungen. Seine einzigen Hauptrollen vor der Kamera gab er in der Bühnenaufzeichnung Завтрак у предводителя (Sawtrak u predwoditelja, 1953) nach Iwan Turgenew und dem Kurzfilm Сгорел на работе (Sgorel na rabote, 1964). Bekanntheit erlangte er auch als Synchronsprecher, v. a. für Animationsfilme. Außerdem stand Schpigel mit kabarettistischen wie auch politischen Programmen auf der Bühne.
Seit 1974 war Schpigel Träger des Titels Verdienter Künstler der RSFSR. Sein Grab befindet sich auf dem Wwedenskoje-Friedhof.

## Theaterarbeit (Auswahl)
- Deep Are the Roots – von Arnaud d’Usseau und James Gow
- Wanjuschins Kinder (Deti Wanjuschina) – von Sergei Alexandrowitsch Naidjonow
- Die Insel des Friedens (Otrow mira) – von Jewgeni Katajew
- Флаг адмирала (Flag admirala) – von Alexander Petrowitsch Stein
- Дочь русского актёра (Dotsch russkogo aktjora) – von Pjotr Iwanowitsch Grigorjew
- Ах, сердце!.. (Ach, serdze!..) – von Wladimir Solomonowitsch Poljakow
- Hedda Gabler – von Henrik Ibsen
- Iwan Wassiljewitsch – von Michail Bulgakow
- La dama boba – von Lope de Vega

## Filmografie (Auswahl)

### Darsteller
- 1941: Das Werk der Artamanows (Delo Artamonowych)
- 1943: Der Luftfuhrmann (Wosduschny iswostschik)
- 1944: Iwan der Schreckliche I (Iwan Grosny)
- 1945: Iwan der Schreckliche II
- 1946: Söhne (Synowja)
- 1946: Glinka
- 1948: Das Lied von Sibirien (Skasanije o semle Sibirskoi)
- 1948: Die junge Garde (Molodaja gwardija)
- 1949: Entschleierte Geheimnisse (Akademik Iwan Pawlow)
- 1950: Beherrscher der Luft (Schukowski)
- 1950: Melodie des Lebens (Musorgski)
- 1951: Das unvergeßliche Jahr 1919 (Nesabywajemy 1919 god)
- 1951: Gesprengte Fesseln (Taras Schewtschenko)
- 1953: Segel im Sturm (Admiral Uschakow)
- 1953: Das Frühstück beim Anführer (Sawtrak u predwoditelja)
- 1955: Stechfliege (Owod)
- 1957: Ein Dichter (Poet)
- 1957: Der Ringer und der Clown (Borez i kloun)
- 1958: Idiot
- 1958: Damals in Triest (Na dalnich beregach)
- 1960: Dreißig Jahre und ein Tag (Rowesnik weka)
- 1961: Das purpurrote Segel (Alyje parussa)
- 1964: Das Märchen von der verlorenen Zeit (Skaska o poterjannom wremenu)
- 1964: Fahrradbändiger (Jalgrattataltsutajad)
- 1965: Wer heiratet wen? (Schenitba Balsaminowa)
- 1967: Das Märchen vom Zaren Saltan (Skaska o zare Saltane)
- 1967: In der Stadt S. (W gorode S.)
- 1968: Der siebente Trabant (Sedmoi sputnik)
- 1969: Brilliantowaja ruka
- 1971: Die 12 Stühle (Dwenadzat stuljew)
- 1975: Zirkus im Zirkus (Solo dlja slona s orkestrom)
- 1976: Der blaue Vogel (Sinjaja ptiza)
- 1977: Двенадцать стульев (Dwenadzat stuljew) (Fernsehfilm)
- 1977: Bewegte Kindheit (Ognennoje detstwo)

### Synchronsprecher
- 1938: Chicago (In Old Chicago) – für Andy Devine
- 1951: Ohne Angabe der Adresse (…Sans laisser d'adresse)
- 1953: Die Entführung (Únos)
- 1954: Der große September (Septemwrizi) – für Stefan Sabrow
- 1955: Robert Mayer – Der Arzt aus Heilbronn – für Otto Stübler
- 1956: Professor Hannibal (Hannibál tanár úr)
- 1956: Die zwölf Monate (Dwenadzat messjazew) (Animationsfilm)
- 1956: Der große Verführer (Don Juan)
- 1956: Der Richter bin ich (Lain mukaan)
- 1956: Hushi riji – für Botang Fu
- 1957: Betrogen bis zum jüngsten Tag – für Peter Kiwitt
- 1957: Spur in die Nacht – für Kurt Dunkelmann
- 1958: H-8...
- 1958: Statočný zlodej – für Karol Skovay
- 1958: Mein Onkel (Mon oncle) – für Jean-Pierre Zola
- 1958: Der Prozeß wird vertagt – für Peter Kiwitt
- 1959: Weißes Blut – für Peter Kiwitt
- 1959: Musterknaben – für Erwin Geschonneck
- 1960: Wo der Teufel nicht hinkam (Kam čert nemůže) – für Rudolf Hrušínský senior
- 1960: Die Abenteuer des Burattino (Prikljutschenija Burattino) (Animationsfilm)
- 1960: Die heute über 40 sind – für Peter Kiwitt
- 1960: Abenteuer am Mississippi (The Adventures of Huckleberry Finn) – für Mickey Shaughnessy
- 1960: Verräter im Netz (Páté oddělení) – für Aleksander Dzwonkowski
- 1960: Prezil jsem svou smrt – für Ladislav Hamsik
- 1961: Flórian – für Rudolf Hrušínský senior
- 1962: Der Überfall auf den Postzug (Assalto ao Trem Pagador) – für Grande Otelo
- 1963: Der nackte Diplomat (Meztelen diplomata) – für József Szendrõ
- 1963: Kaviar für die Politik (Politică şi delicatese) (Kurzfilm)
- 1964: Rebellion im Standesamt (Komedie s Klikou) – für Cestmír Randa
- 1965: Das Geschäft in der Hauptstraße (Obchod na korze) – für Martin Gregor
- 1966: Die Wüste schweigt nicht (Aygytly ädim)
- 1966: Unser Boß ist eine Dame (Operazione San Gennaro)
- 1966: Er ging allein
- 1968: Die große Aktion (La grande lessive) – für Jean-Claude Rémoleux
- 1969: Mackenna’s Gold – für Burgess Meredith
- 1971: Hallo, Brüderchen! (Hahó, Öcsi!) – für István Dégi
- 1971: Untersuchungshaft (Detenuto in attesa di giudizio)
- 1975: Akce v Istanbulu – für Jindřich Narenta
- 1975: Alma Almaya Bənzər – für Achmed Achmedov
- 1976/79: Приключения капитана Врунгеля (Prikljutschenija kapitana Wrungelja) (Zeichentrickserie)
- 1977: Wie wäre es mit Spinat? (Což takhle dát si špenát)
- 1979: Louis’ unheimliche Begegnung mit den Außerirdischen (Le Gendarme et les extra-terrestres)
- 1980: Der Puppenspieler (Le Guignolo) – für Aldo Rendine
- 1981: Das Geheimnis des Dritten Planeten (Taina tretjei planety)